# Worms: Open Warfare 2
Worms: Open Warfare 2 è un videogioco strategico a turni sviluppato dal Team17 e pubblicato da THQ per Nintendo DS e per Sony PlayStation Portable. Il videogioco fa parte della serie Worms. Il videogioco è il seguito di Worms: Open Warfare.

## Modalità di gioco
Come nel predecessore, in Worms: Open Warfare 2 il giocatore controlla le armi a disposizione dei vermi. L'obiettivo del gioco è difendersi dalle armi nemiche e nel contempo eliminare i nemici riducendo i loro punti vita. 
Nella modalità Giocatore singolo, i worms si combattono su campi di battaglia storici, nella modalità puzzle nel quale bisogna utilizzare la logica per aiutare gli worms a risolvere i vari enigmi. Inoltre sono presenti la modalità deathmatch, la modalità forte (ogni squadra ha un forte, deve proteggere il proprio e nel contempo distruggere quello avversario) e la modalità jetpack/rope race.

## Armi
- Bazooka
- Mina: Si lascia in terra e chi le si avvicinina la fa scoppiare.
- Dinamite: Si lascia in terra e scoppia dopo 5 secondi. È più potente della mina.
- Granata
- Boomerang
- Calamita: Devia la direzione delle armi.
- Asino: Un asino in cemento cade dal cielo sul punto desiderato, distruggendo tutto ciò che incontra.
- Fulmine: Ha varie funzioni. Se usato sui vermi, aumenta loro l'energia.
- Pecora: Cammina e scoppia una sola volta.
- Super Pecora: Cammina, ma premendo il pulsante di fuoco vola. Può essere comandata e fatta schiantare nel punto desiderato.
- Bufalo: Cammina e scoppia ogni volta che incontra qualcosa, ma è indistruttibile.
- Corda per saltare: Fa saltare il turno
- Pugno di fuoco
- Trave
- Torcia: Permette di scavare verso qualsiasi direzione.
- Martello pneumatico: Scava verso il basso, verticalmente.
- Paracadute
- Pungolo: Spinge il verme nemico di poco
- Passa: Serve per passare il turno.
- Missile a ricerca: Una volta selezionato il verme nemico, il missile cerca di colpirlo
- Bomba a frammentazione: Una volta esplosa rilascia varie bombe che esploderanno.
- Uzi
- Fucile
- Jetpack
- Corda: Per raggiungere i posti più alti
- Attacco aereo: Una volta selezionato un verme nemico sarà attaccato da missili al napalm.
- Granata Santa
- Dragonball
- Abbattibunker
- Bomba banana: Una specie di bomba a frammentazione ma molto più forte.
- Torretta armata: Una volta posizionata abbatte i nemici vicini.
- Kamikaze: Un attacco molto forte che sacrifica il verme che lo adopera.
- Teletrasporto
- Bandiera bianca: Serve per arrendersi.